# Pilaw

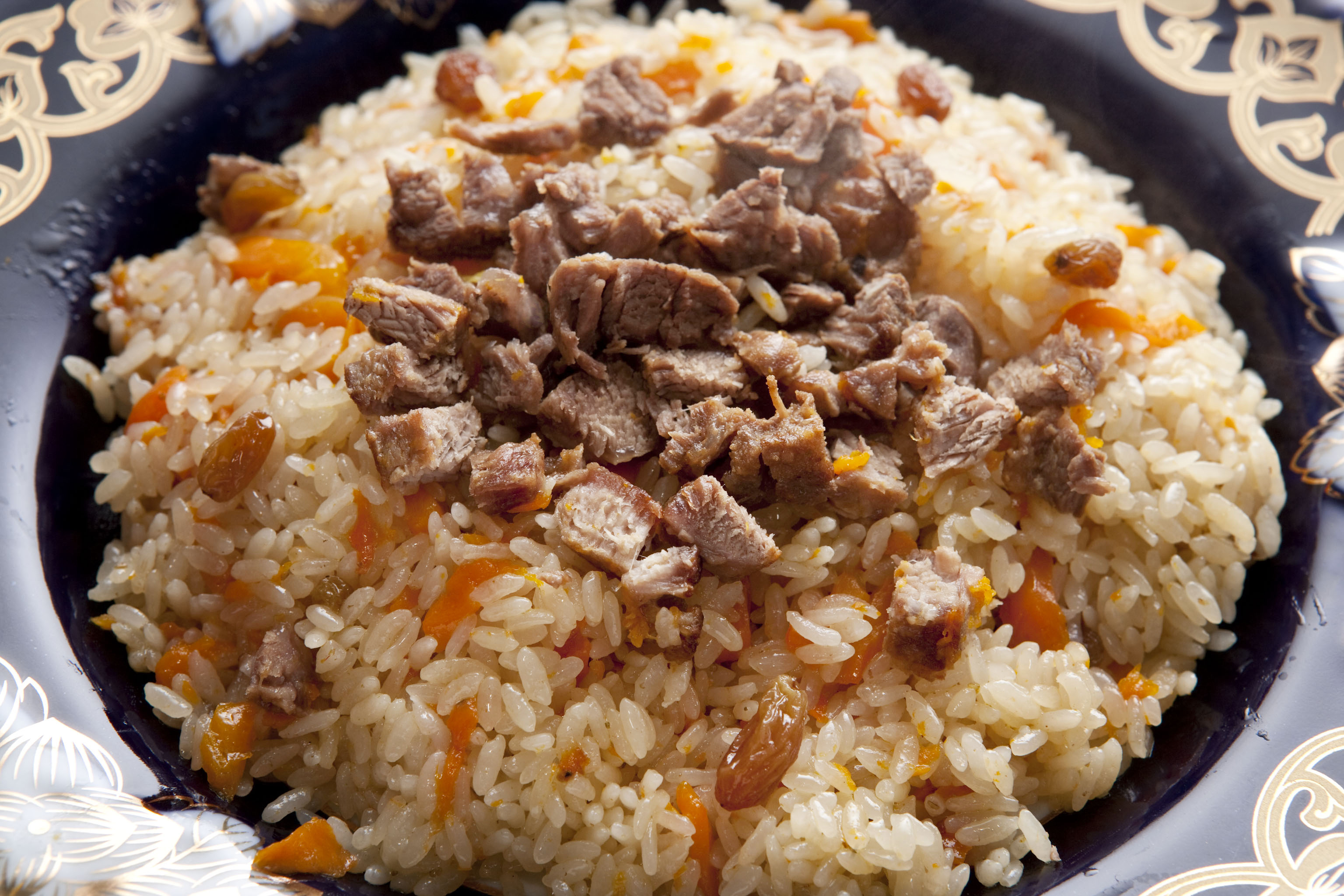
Pilaw mit Fleisch

Pilaw, auch Pilav, Plov, Pilau, Palau, ist ein ursprünglich orientalisches Reisgericht. Es wird traditionell aus langkörnigem Reis, Zwiebeln, Brühe sowie eventuell Fleisch, Fisch oder Gemüse zubereitet. Pilaw zeichnet sich durch eine besonders lockere und körnige Struktur aus. Nicht zu verwechseln ist es mit Biryani.

## Zubereitung
Reis wird mit der doppelten Menge Brühe aufgekocht und anschließend im abgedeckten Topf gedämpft. Je nach Zubereitungsart werden weitere Zutaten wie beispielsweise Fleisch, Fisch, Gemüse oder auch Nüsse und Trockenobst während des Kochvorgangs oder erst beim Servieren hinzugefügt.

## Etymologie und Geschichte
Nach Angaben von Kulturhistorikern ist die ursprüngliche Bezeichnung persisch پلو / polow, auch pollo – „Reis“. Möglicherweise handelt es sich auch um eine sprachliche Übernahme aus Indien. Die Kochtechnik für Pilaw wurde in Indien jedoch erst durch Muslime eingeführt.
Die älteste bekannte Erwähnung der Pilaw-Technik gibt es in arabischen Büchern aus dem 13. Jahrhundert, geschrieben in Bagdad und in Syrien. Als Zutaten nennen sie Fleisch, Hülsenfrüchte und Früchte. In arabischen Rezeptsammlungen des 10. Jahrhunderts findet sich diese Technik noch nicht.
Eines der nachweislich ältesten Rezepte ist qabuli pulaw, ursprünglich nur mit Fleisch und Kichererbsen, heute meistens auch noch mit Mandeln und Rosinen. Diese Variante gilt heute in Afghanistan als eine Nationalspeise.

## Verbreitung
Das Reisgericht ist in vielen Ländern verbreitet und hat daher verschiedene Schreibvarianten bzw. Bezeichnungen in den unterschiedlichsten Sprachen: usbekisch: Palov/Osh,
kirgisisch: Paloo, albanisch: Pilaf, armenisch: Pilav/փիլավ, aserbaidschanisch: Plov, bosnisch: Pilav, griechisch: Pilafi/πιλάφι, persisch: Polow, Pollo, rumänisch: Pilaf, russisch: Plow/плов, serbisch: Pilav/пилав, türkisch: Pilav. In europäischen Ländern wurde Pilaw vermutlich durch die Osmanen verbreitet. (Vergleiche dazu Börek)

### Iran

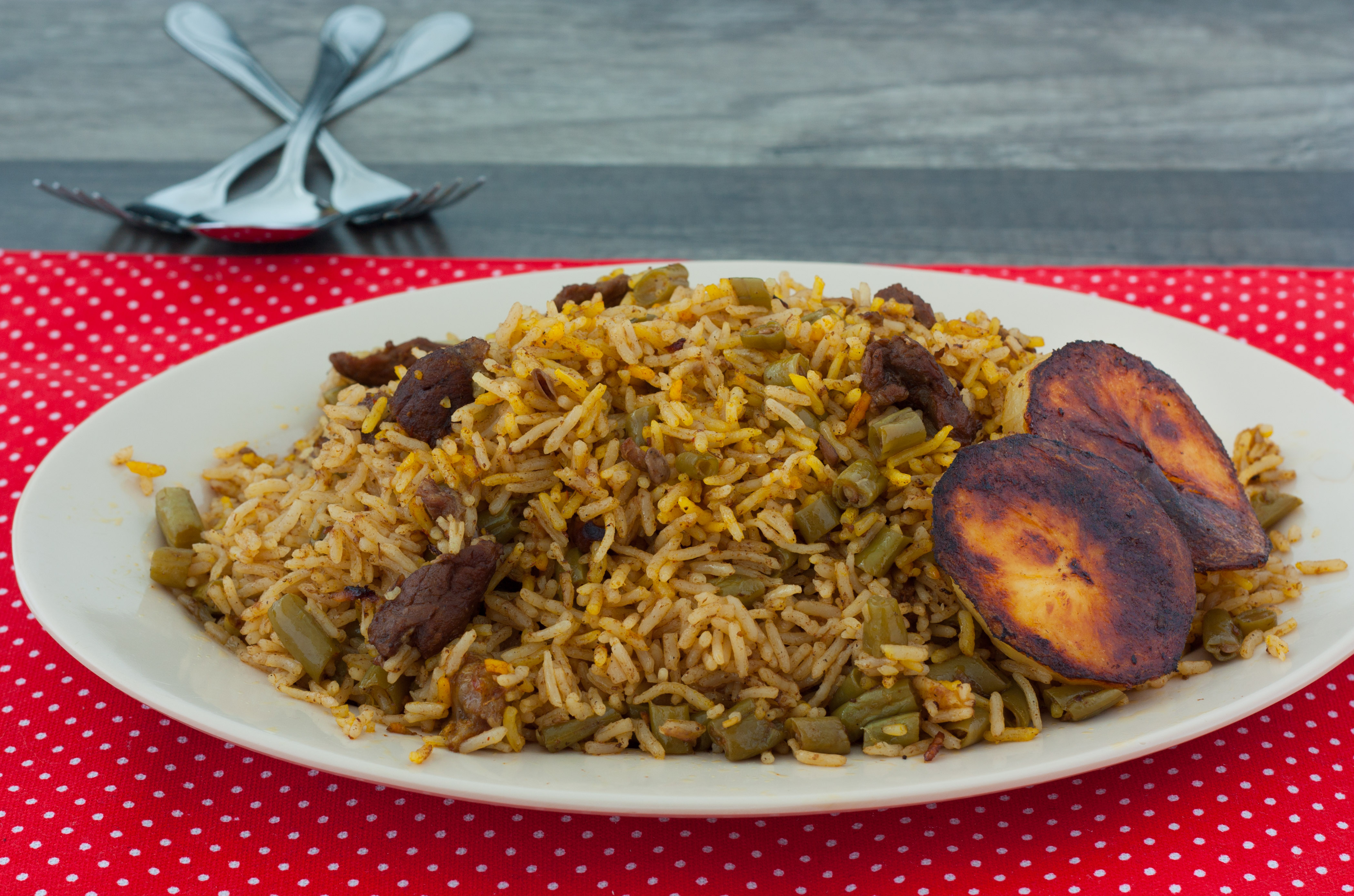
Lubia Polow (Bohnenreis) aus dem Iran

In der persischen Küche gilt es als besonders erstrebenswert, wenn die unterste Schicht Reis im Topf eine knusprige Kruste bildet. Sie wird tah dig (wörtlich Topfboden) genannt und gilt als besonders schmackhaft. Diese Vorliebe für den angebackenen Reis gibt es auch in Armenien und in Aserbaidschan, tah dig wird in alten persischen Kochbüchern aber noch nicht erwähnt.
Im Iran gibt es unter anderem folgende Polowgerichte:
- Adas Polow (Linsenreis)
- Albalu Polow (Kirschenreis)
- Bagali Polow (Dickbohnenreis)
- Gheisi Polow (Aprikosenreis)
- Hawidsch Polow (Karottenreis)
- Lubia Polow (Bohnenreis)
- Sereschk Polow (Berberitzenreis)
- Reschteh Polow (Nudelreis)
- Sabsi Polow (Kräuterreis)
- Schirin Polow (Süßreis mit Hühnerfleisch)
- Tah Tschin Polow (Hühner-/Enten-Joghurt-Reis)

### Zentralasien

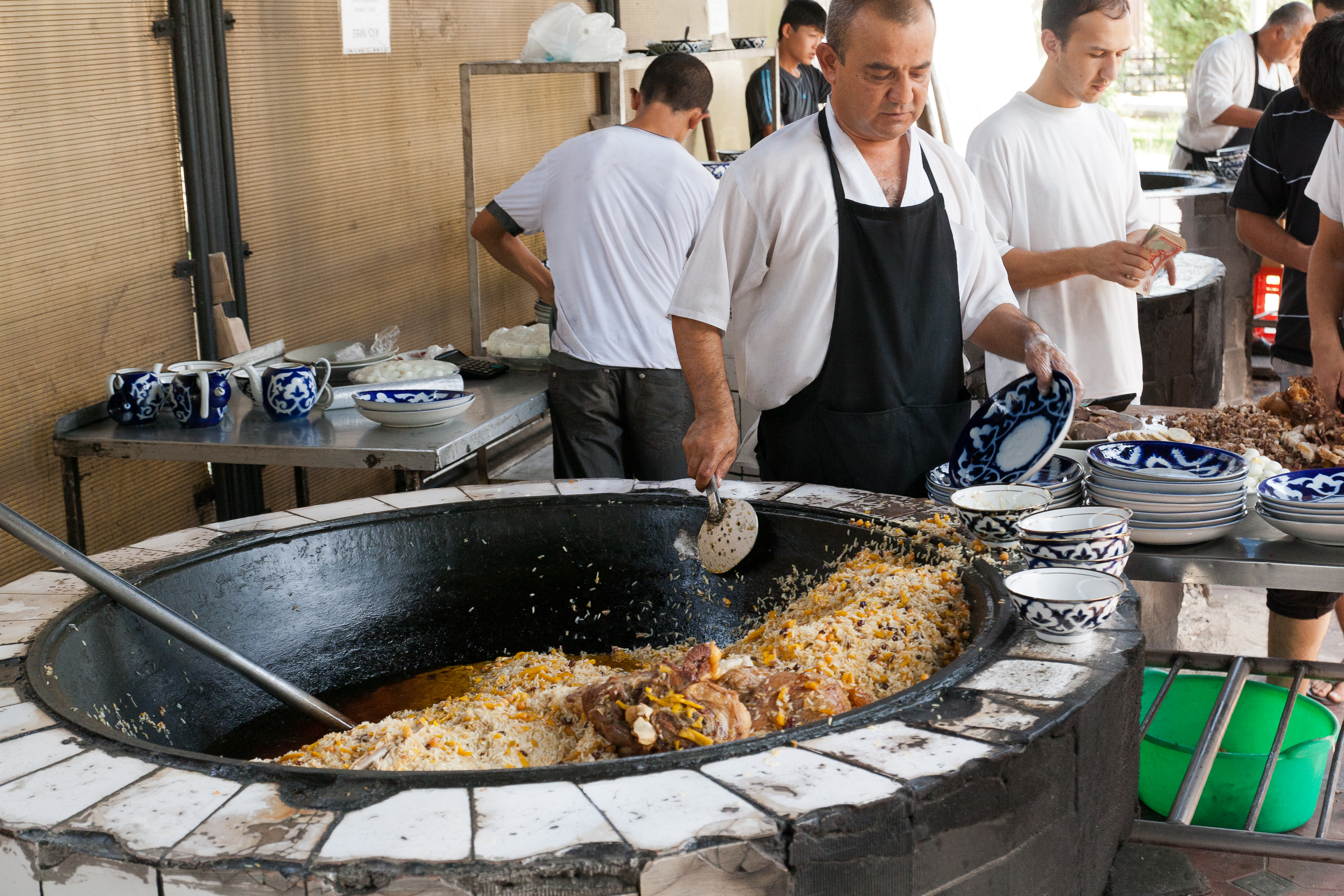
Zubereitung von Plow in Taschkent, Usbekistan

In Zentralasien wird für ein Gericht namens Palav, Plow, Palov oder Osch zunächst ein Eintopf gekocht. Am Ende der Garzeit wird darüber Reis gestreut und das ganze mit etwas Wasser bedeckt, gekocht und dann gedämpft. Der Eintopf enthält Fleisch, Zwiebeln und Möhren sowie weitere Gemüse und teilweise Trockenfrüchte. Dieses Gericht wird dort traditionell von Männern gekocht und ist sowohl eine Alltagsspeise als auch ein Festessen. Es gibt auch Wettbewerbe im Palav-Kochen. In Usbekistan wird das Gericht für Hochzeiten von einem Palav-Meister in einem riesigen Topf zubereitet.
Das „tadschikische Oshi Palav und seine sozialen Kontexte“
sowie „Kultur und Tradition des Palov“ in Usbekistan wurden 2016 in die Repräsentative Liste des immateriellen Kulturerbes der Menschheit der UNESCO aufgenommen.

### Türkei
In der türkischen Küche ist Pilaw (Schreibweise: Pilav) neben Gemüse eine Beilage, die zu Fleisch oder auch zu Bohnen oder Kichererbsen gereicht wird. Dieses Gericht (Eintopf mit Reis) ist in der Türkei auch ein traditionelles Hochzeitsessen, welches den Gästen serviert wird.
In der Türkei wird besonders im Osten oft Bulgur (Weizengrütze) anstatt Reis verwendet; dies ist ebenso in Syrien und in Armenien üblich und heißt ebenfalls Pilaw.
Im Gegensatz zu anderen Ländern werden zum türkischen Pilawreis als Variante auch gebratene Rind- oder Lammfleischstückchen oder -schnetzel gemischt (Etli Pilav: Pilaw mit Fleisch) und manchmal auch Tomaten verwendet.

### Weitere Länder
In vielen islamischen Ländern und in Indien sind die beliebtesten Fleischarten Lamm, Hammel und Huhn. Seit etwa 200 Jahren ist Pilaw auch in der karibischen Küche bekannt, basierend auf Rezepten von Auswanderern aus Indien. Hier enthält das Gericht – anders als in islamischen Ländern – oft Schweinefleisch oder Schinken, Worcestershiresauce, braunen Zucker und Oliven oder Erdnüsse. In Kenia und Tansania wird Pilau häufig mit Rindfleisch und mit der von der indischen Küche beeinflussten Gewürzmischung Pilau Massala zubereitet.